# Massiccio Boemo
Il Massiccio Boemo (in lingua ceca: Česká vysočina o Český masiv, in lingua tedesca: Böhmische Masse o Böhmisches Massiv) è un importante gruppo montuoso dell'Europa centrale che si estende sulla parte centrale della Repubblica Ceca, la parte orientale della Germania, la parte meridionale della Polonia e la parte settentrionale dell'Austria. 
È contornato da quattro catene montuose: i Monti Metalliferi (Krušné hory o Erzgebirge) a nordovest, i Sudeti (Monti dei Giganti e Hrubý Jeseník) a nordest, le Alture boemo-morave (Českomoravská vrchovina) a sudest e la Selva Boema (Šumava) a sudovest. Il massiccio comprende una serie di bassorilievi detti mittelgebirge ed è costituito da rocce cristalline risalenti a un periodo precedente al Permiano (cioè con un'età superiore a 300 milioni di anni) e deformate durante l'orogenesi ercinica.
Alcune porzioni dei Sudeti (in particolare i Monti dei Giganti), si differenziano dalla tipica struttura dei mittelgebirge in quanto hanno fino a quattro differenti livelli di piani altitudinali, circhi glaciali, formazioni periglaciali e altitudini significativamente superiori alla linea degli alberi.

## Geografia
I panorami del Massiccio Boemo sono per lo più dominati da colline tondeggianti. A nord del fiume Danubio, la topografia è caratterizzata da ampie vallate, piccoli rilievi e vette collinari. Le vette più elevate sulla linea di confine ceco-austriaco sono il Plöckenstein (Plechý, 1.378 m) e lo Sternstein (1.125 m).
Il substrato cristallino costituito da gneiss acidi e granito è stato meteoricamente degradato a suolo marron, prevalentemente del tipo cambisol. Nelle zone pianeggianti e nelle vallate l'acqua sotterranea ha avuto una maggior influenza nella formazione del suolo; in tali zone è presente anche del suolo a gley.
Come in altri rilievi dell'Europa Centrale risalenti all'orogenesi ercinica, le vallate sono più irregolari e meno pronunciate di quelle più giovani delle Alpi. Gli altopiani hanno un'orografia più simile. I varchi di antica origine fluviale del Massiccio Boemo si trovano nella Wachau, la Strudengau e nelle valli del Danubio da Vilshofen an der Donau a Passavia, e nella Schlögener Schlinge fino a Aschach an der Donau.

## Suddivisioni geografiche

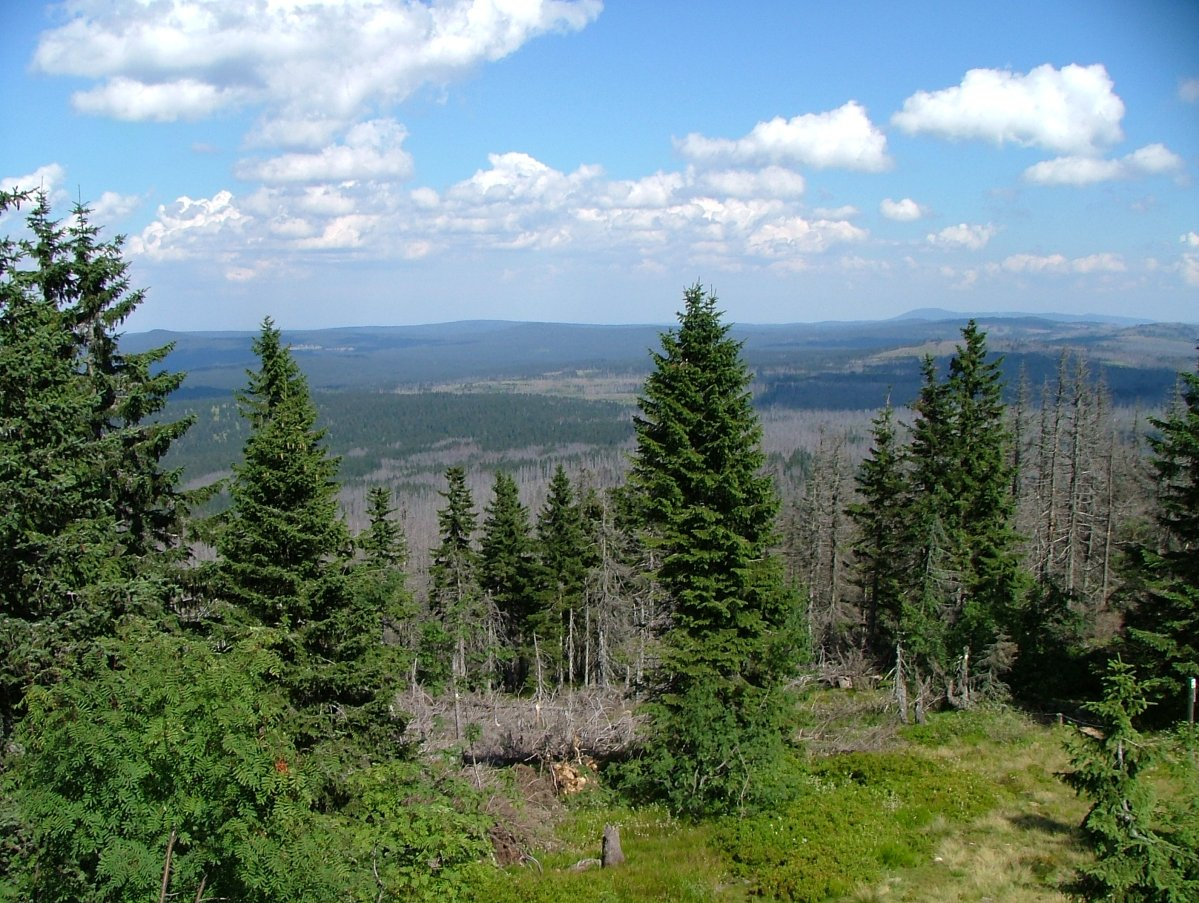
Le colline tondeggianti della Selva Boema, tipico paesaggio del Massiccio Boemo

Il Massiccio Boemo può essere suddiviso in ampie zone geografiche:
- Monti settentrionali (Monti Metalliferi e Sudeti, da ovest a est)
  - Monti Metalliferi
  - Elbsandsteingebirge
  - Alta Lusazia (include gli Altopiani Lusaziani e i Monti lusaziani)
  - Monti dei Giganti
  - Hrubý Jeseník
- Monti sudoccidentali (Selva Boema)
  - Foresta dell'Alto Palatinato
  - Foresta bavarese
- Fascia pedemontana meridionale e sudorientale:
  - Gratzener Bergland
  - Altopiano granitico austriaco, le alture profondamente incise del Mühlviertel e del Waldviertel, inclusa la Weinsberg Forest e la Selva Boema.
  - Alture boemo-morave tra České Budějovice e Brno
- Alcune porzioni minori si trovano anche a sud del Danubio:
  - Dunkelsteinerwald e Hiesberg nella Wachau
  - Neustadtler Platte nel Strudengau
  - Kürnberg Forest vicino a Linz
  - Sauwald tra Eferding e Passavia
  - Neuburg Forest nella campagna bavarese attorno a Passavia

## Geologia

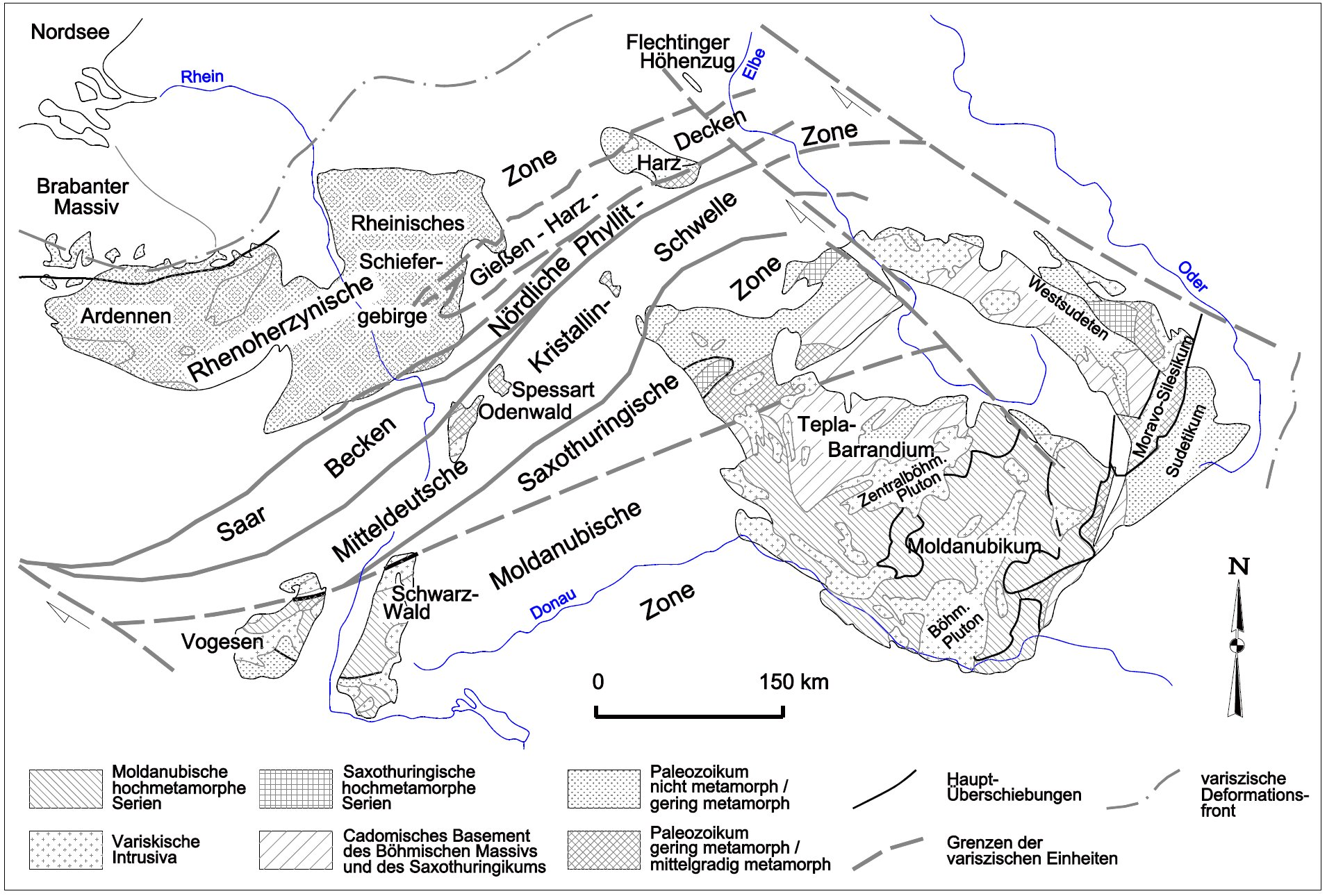
Mappa dei massicci risalenti all'orogenesi ercinica nell'Europa centrale. Il Massiccio Boemo è rappresentato dall'area in grigio sulla destra.

La struttura tettonica interna del Massiccio Boemo si è formata nel corso dell'orogenesi ercinica, che fu una fase di formazione di montagne e di accrezione di terrane che si innescò in seguito alla chiusura dell'Oceano Reico, quando i due paleocontinenti Gondwana a sud e Laurussia a nord, entrarono in collisione tra loro. 
Si ritiene che la maggior parte del Massiccio Boemo appartenga a un terrane chiamato Cadomia o Armorica, che includeva anche terrane appartenenti al Massiccio armoricano della Francia occidentale. Questo andò a formare un microcontinente che si trovò a essere schiacciato tra le due grandi masse continentali a nord e a sud. Il risultato finale dell'orogenesi ercinica fu che quasi tutte le masse continentali si unirono in un supercontinente chiamato Pangea. A partire dal Permiano, le montagne formatesi durante la precedente fase orogenetica cominciarono a subire il processo di erosione e furono parzialmente ricoperte da sedimenti più recenti, con l'eccezione del Massiccio Boemo.
Le rocce del basamento cristallino e i terrane del Massiccio Boemo dal punto di vista tettonico fanno parte di tre zone strutturali principali, che differiscono tra loro per il grado di metamorfismo, la litologia e gli stili tettonici e che si sono formate durante l'orogenesi ercinica.
- La Zona Sassoturingiana forma la porzione settentrionale del massiccio. La parte più settentrionale di questa zona sono le alture cristalline della Germania centrale, che raramente si trovano esposte nel massiccio. Si considera come limite settentrionale di questa zona la sutura dell'Oceano Reico che separa le precedenti masse continentali della Gondwana e della Laurussia.[5]
- La Zona Moldavodanubiana forma la parte centrale del massiccio e ha in genere un più alto grado di metamorfismo rispetto alla Zona Sassoturingiana.
- La porzione sudorientale del massiccio forma la terza unità, la Zona Moravoslesiana. Questa zona include il blocco Brunovistoliano, un'unità geologicamente alloctona che è andata in sovrascorrimento sulle rocce cristalline Moravoslesiane. Contrariamente alla maggior parte del Massiccio Boemo, il blocco Brunovistoliano faceva parte della porzione meridionale della Laurussia.[6]

## Risorse minerarie
A differenza di altre montagne risalenti all'orogenesi ercinica, il Massiccio Boemo non è molto ricco in minerali. I monti Harz, che si trovano più a nord in Germania e fanno geologicamente parte della Zona Renoercinica, hanno maggiori depositi di minerali. Nel Massiccio Boemo sono presenti invece cave dove vengono estratti graniti, granodiorite e diorite impiegati come pietre da costruzione.